# Gary Lineker
Gary Winston Lineker (Leicester, Inglaterra, 30 de noviembre de 1960) es un comentarista deportivo y exfutbolista británico. En su rol como jugador, es considerado uno de los mejores delanteros del mundo de su época. Consiguió coronarse como máximo goleador de la Copa Mundial de la FIFA de 1986 con seis anotaciones. Es el único jugador que ha sido el máximo goleador de la Premier League con tres clubes (Leicester City FC, Everton FC y Tottenham Hotspur). Fue galardonado con el Balón de Plata en 1986 y el Balón de Bronce de 1991. Es de los pocos jugadores en toda la historia que no han recibido ni una tarjeta amarilla durante su carrera. Por sus tres años como futbolista del F. C. Barcelona aprendió a hablar español fluidamente.
Su carrera en los medios comenzó en la BBC, donde ha presentado el programa insignia de fútbol Match of the Day desde finales de la década de 1990, siendo el presentador con más años en ese puesto. Lineker también es el principal presentador de la BBC Sport para partidos de fútbol en vivo, incluyendo torneos internacionales como la Copa Mundial de la FIFA. Además, ha trabajado para Al Jazeera Sports, Eredivisie Live, NBC Sports Network y en la cobertura de la Liga de Campeones de la UEFA para BT Sport.

## Trayectoria
Empezó a destacar en el club de su ciudad natal, el Leicester City, con el que debutó en la Segunda División inglesa con tan sólo 19 años. En sus dos únicas temporadas en la premier, Lineker marcó un total de 51 goles y llamó la atención de los grandes clubes europeos, que pujaron por sus servicios.
Fichó por el Everton en verano de 1985 pero tan sólo jugó una temporada en el club de Liverpool, donde marcó 38 goles y ganó una Community Shield  ante el Manchester United. 
En 1986, en parte gracias a su buena actuación en la Copa Mundial de Fútbol de 1986, recibió el trofeo del Balón de Plata, que lo distinguió como el segundo mejor jugador europeo del año.
Tras su éxito en Inglaterra fichó por el Barcelona en el verano de 1986. En las temporadas 1986/87 y 1987/88 marcó respectivamente 20 y 16 goles en liga, más los anotados en Copa del Rey y competiciones europeas. En la temporada 1988/89 bajó ostensiblemente sus marcas goleadoras a causa de que el nuevo entrenador barcelonista, Johan Cruyff, lo alineó como extremo izquierdo.
En su etapa barcelonista conquistó la Copa del Rey (1988) y la Recopa de Europa de 1989.
En 1989 volvió a Inglaterra, enrolado en las filas del Tottenham Hotspur. Estuvo tres temporadas con los Spurs, con los que conquistó la FA Cup en 1991.
Ese mismo año aceptó una multimillonaria oferta del Nagoya Grampus Eight, un equipo de la liga japonesa, donde Lineker puso punto final a su carrera en 1994.
Después de su retiro se dedicó a comentar fútbol para la BBC, realizando un programa llamado Las botas doradas de Gary Lineker (Gary Lineker's Golden Boots), donde presentaba reportajes sobre grandes jugadores y técnicos de mundiales anteriores.
En 2023 criticó en una red social un proyecto de ley del gobierno para impedir que los migrantes llegados por el Canal de la Mancha solicitaran asilo en el Reino Unido, por lo que fue suspendido por la BBC. Ante las críticas muy negativas, la BBC renunció a suspenderlo.
En 2025 anunció que abandonaba la BBC tras ser tildado de antisemita por la organización sionista Campaign Against Antisemitism.

## Selección nacional
Ha sido internacional con la Inglaterra. Lineker debutó en 1984. Fue el máximo goleador de la Copa Mundial de Fútbol de 1986, con seis dianas, un hat-trick a Polonia, dos a Paraguay y un gol a Argentina. Tras perder ante Alemania por penaltis en las semifinales del Mundial de Italia 90, pronunció una de sus frases más conocidas:

«El fútbol es un juego simple: 22 hombres corren detrás de un balón durante 90 minutos y, al final, los alemanes siempre ganan».

En total jugó con los pross 80 partidos en los que anotó 48 goles, 10 de ellos en los dos mundiales que jugó (seis en 1986 y cuatro en 1990).

### Participaciones en Copas del Mundo
| Mundial                        | Sede   | Resultado        | Part. | Goles | Prom. |
| ------------------------------ | ------ | ---------------- | ----- | ----- | ----- |
| Copa Mundial de Fútbol de 1986 | México | Cuartos de final | 5     | 6     | 1,20  |
| Copa Mundial de Fútbol de 1990 | Italia | Cuarto lugar     | 7     | 4     | 0,57  |
| Total                          | Total  | Total            | 12    | 10    | 0,83  |

## Clubes
| Club                 | País       | Año       |
| -------------------- | ---------- | --------- |
| Leicester City FC    | Inglaterra | 1978-1985 |
| Everton FC           | Inglaterra | 1985-1986 |
| FC Barcelona         | España     | 1986-1989 |
| Tottenham Hotspur FC | Inglaterra | 1989-1992 |
| Nagoya Grampus Eight | Japón      | 1992-1994 |

## Estadísticas
| Club                           | Div.                | Temporada           | Liga  | Liga  | Copas Nacionales(1) | Copas Nacionales(1) | Torneos Internacionales(2) | Torneos Internacionales(2) | Total | Total | Media goleadora(3) |
| Club                           | Div.                | Temporada           | Part. | Goles | Part.               | Goles               | Part.                      | Goles                      | Part. | Goles | Media goleadora(3) |
| ------------------------------ | ------------------- | ------------------- | ----- | ----- | ------------------- | ------------------- | -------------------------- | -------------------------- | ----- | ----- | ------------------ |
| Leicester City Inglaterra      | 2.ª                 |                     |       |       |                     |                     |                            |                            |       |       |                    |
| Leicester City Inglaterra      | 2.ª                 | 1978-79             | 7     | 1     | -                   | -                   | -                          | -                          | 7     | 1     | 0,14               |
| Leicester City Inglaterra      | 2.ª                 | 1979-80             | 19    | 3     | 1                   | 0                   | -                          | -                          | 20    | 3     | 0,15               |
| Leicester City Inglaterra      | 1.ª                 | 1980-81             | 9     | 2     | 1                   | 1                   | -                          | -                          | 10    | 3     | 0,30               |
| Leicester City Inglaterra      | 2.ª                 | 1981-82             | 39    | 17    | 8                   | 2                   | -                          | -                          | 47    | 19    | 0,40               |
| Leicester City Inglaterra      | 2.ª                 | 1982-83             | 40    | 26    | 3                   | 0                   | -                          | -                          | 43    | 26    | 0,60               |
| Leicester City Inglaterra      | 1.ª                 | 1983-84             | 39    | 22    | 2                   | 0                   | -                          | -                          | 41    | 22    | 0,54               |
| Leicester City Inglaterra      | 1.ª                 | 1984-85             | 41    | 24    | 7                   | 5                   | -                          | -                          | 48    | 29    | 0,60               |
| Leicester City Inglaterra      | Total club          | Total club          | 194   | 95    | 22                  | 8                   | -                          | -                          | 216   | 103   | 0,48               |
| Everton Inglaterra             | 1.ª                 |                     |       |       |                     |                     |                            |                            |       |       |                    |
| Everton Inglaterra             | 1.ª                 | 1985-86             | 41    | 30    | 11                  | 8                   | -                          | -                          | 52    | 38    | 0,73               |
| Everton Inglaterra             | Total club          | Total club          | 41    | 30    | 11                  | 8                   | -                          | -                          | 52    | 38    | 0,73               |
| Fútbol Club Barcelona · España | 1.ª                 |                     |       |       |                     |                     |                            |                            |       |       |                    |
| Fútbol Club Barcelona · España | 1.ª                 | 1986-87             | 41    | 20    | 1                   | 1                   | 8                          | 0                          | 50    | 21    | 0,42               |
| Fútbol Club Barcelona · España | 1.ª                 | 1987-88             | 36    | 16    | 5                   | 2                   | 8                          | 2                          | 49    | 20    | 0,41               |
| Fútbol Club Barcelona · España | 1.ª                 | 1988-89             | 26    | 6     | 4                   | 1                   | 8                          | 4                          | 38    | 11    | 0,29               |
| Fútbol Club Barcelona · España | Total club          | Total club          | 103   | 42    | 10                  | 4                   | 24                         | 6                          | 137   | 52    | 0,38               |
| Tottenham Hotspur Inglaterra   | 1.ª                 |                     |       |       |                     |                     |                            |                            |       |       |                    |
| Tottenham Hotspur Inglaterra   | 1.ª                 | 1989-90             | 38    | 24    | 7                   | 2                   | -                          | -                          | 45    | 26    | 0,58               |
| Tottenham Hotspur Inglaterra   | 1.ª                 | 1990-91             | 32    | 15    | 11                  | 4                   | -                          | -                          | 43    | 19    | 0,44               |
| Tottenham Hotspur Inglaterra   | 1.ª                 | 1991-92             | 35    | 28    | 7                   | 5                   | 8                          | 2                          | 50    | 35    | 0,70               |
| Tottenham Hotspur Inglaterra   | Total club          | Total club          | 105   | 67    | 25                  | 11                  | 8                          | 2                          | 138   | 80    | 0,58               |
| Nagoya Grampus Japón           | 1.ª                 |                     |       |       |                     |                     |                            |                            |       |       |                    |
| Nagoya Grampus Japón           | 1.ª                 | 1993                | 7     | 1     | 5                   | 4                   | -                          | -                          | 12    | 5     | 0,42               |
| Nagoya Grampus Japón           | 1.ª                 | 1994                | 11    | 3     | 1                   | 0                   | -                          | -                          | 12    | 3     | 0,25               |
| Nagoya Grampus Japón           | Total club          | Total club          | 18    | 4     | 6                   | 4                   | -                          | -                          | 24    | 8     | 0,33               |
| Total en su carrera            | Total en su carrera | Total en su carrera | 461   | 238   | 74                  | 35                  | 32                         | 8                          | 567   | 281   | 0,50               |

## Palmarés

### Títulos nacionales
| Título          | Club                 | País       | Año  |
| --------------- | -------------------- | ---------- | ---- |
| Second Division | Leicester City FC    | Inglaterra | 1980 |
| Charity Shield  | Everton FC           | Inglaterra | 1985 |
| Copa del Rey    | FC Barcelona         | España     | 1988 |
| FA Cup          | Tottenham Hotspur FC | Inglaterra | 1991 |
| Charity Shield  | Tottenham Hotspur FC | Inglaterra | 1991 |

### Títulos internacionales
| Título           | Club         | País  | Año  |
| ---------------- | ------------ | ----- | ---- |
| Recopa de Europa | FC Barcelona | Suiza | 1989 |

### Distinciones individuales
| Distinción                                         | Año  |
| -------------------------------------------------- | ---- |
| Balón de Plata                                     | 1986 |
| Máximo goleador de la Copa Mundial de la FIFA 1986 | 1986 |
| Balón de Bronce                                    | 1991 |

## Carrera en los medios de comunicación

### Comentarista deportivo
Tras retirarse del fútbol profesional, Gary Lineker inició una carrera en los medios, primero en la BBC Radio 5 Live y como comentarista deportivo. Entre 1995 y 2003 fue capitán de equipo en el programa de concursos deportivos They Think It's All Over. En 1997, presentó Grandstand en los estudios de Londres mientras el presentador Desmond Lynam estaba en Aintree cuando se suspendió el Grand National por una alerta de bomba.
En 1999, reemplazó a Lynam como presentador principal de la cobertura de fútbol de la BBC, incluido su programa insignia Match of the Day, convirtiéndose en el presentador mejor pagado de BBC. Tras la salida de Steve Rider de la BBC en 2005, Lineker asumió la cobertura de golf de la cadena. A pesar de algunas críticas, continuó presentando torneos como el Másters y The Open.
En 2005, Lineker fue demandado por difamación por el futbolista australiano Harry Kewell debido a comentarios en su columna en The Sunday Telegraph sobre su transferencia del Leeds United al Liverpool FC. Sin embargo, el jurado no llegó a un veredicto. Más tarde se reveló que el artículo había sido escrito por un periodista tras una entrevista telefónica con Lineker.
En 2010, Lineker renunció a su columna en The Mail on Sunday en protesta por una operación encubierta contra Lord Triesman que supuestamente perjudicó la candidatura de Inglaterra para albergar la Copa Mundial de la FIFA de 2018. Luego, trabajó para Al Jazeera Sports como presentador de la cobertura de fútbol en inglés hasta 2012.
En 2013, comenzó a trabajar para NBCSN como parte de su cobertura de la Premier League y contribuyó a la versión estadounidense de Match of the Day. En 2015, fue presentado como el conductor principal de la cobertura de la Liga de Campeones de la UEFA de BT Sport. En 2016, cumplió su promesa de presentar Match of the Day en calzoncillos después de que el Leicester City FC ganara la Premier League.
Desde 2022, Lineker ha sido el presentador mejor pagado de la BBC, con ingresos anuales de entre €1.35 y €1.76 millones. Su salario ha sido criticado por figuras públicas, pero el director general de la BBC defendió su valor.
En marzo de 2023, se le pidió que se retirara temporalmente de la BBC tras una controversia relacionada con críticas a la política de inmigración del gobierno británico.
El 11 de noviembre de 2024, anunció que dejaría de presentar Match of the Day al finalizar la temporada 2024-25 de la Premier League. También dejará la BBC después de cubrir la Copa Mundial de la FIFA de 2026 y la FA Cup 2025-26.

### Comerciales para Walkers
Lineker ha aparecido en comerciales para la empresa de aperitivos Walkers, con sede en Leicester. En 1994 firmó un contrato por €200 mil euros, y su primer anuncio fue Welcome Home en 1995. A finales de los años 90, Walkers renombró temporalmente sus papas sabor sal y vinagre como "Salt & Lineker". En 2000, sus comerciales para Walkers fueron clasificados como los novenos mejores en la encuesta "Los 100 mejores anuncios de televisión" de Channel 4.

### Otras apariciones en medios
En 1987, participó en el especial benéfico The Grand Knockout Tournament de Eduardo de Edimburgo. También apareció en la obra de teatro An Evening with Gary Lineker, adaptada para televisión en 1994. En 1998, presentó la serie Golden Boots, una historia extensa de la Copa Mundial de la FIFA.
En 2006, dio voz al personaje de Underground Ernie en el canal infantil CBeebies. En 2008, ganó €50 mil euros para la Fundación Nicholls Spinal Injury participando en Who Wants to Be a millionaire?. También ha hecho cameos en series como Ted Lasso y películas como Bend It Like Beckham.
En 2021, comenzó a presentar el programa de concursos Sitting on a Fortune en ITV.

### Goalhanger Films ypodcasts
En 2014, fundó su productora Goalhanger Films Ltd. junto con Tony Pastor, exdirector de ITV. Durante la Copa Mundial de la FIFA 2014, presentó videos cortos titulados Blahzil en YouTube. En 2015, la compañía produjo un documental para la BBC titulado Gary Lineker on the Road to FA Cup Glory.
También dirige Goalhanger Podcasts, que produce programas como The Rest is History, The Rest is Politics y su propio podcast The Rest is Football, que presenta junto a Alan Shearer y Micah Richards.